# 布蘭查德 (緬因州)
布蘭查德（英語：Blanchard）是位於美國緬因州皮斯卡特奎斯縣的一個未組織地區。

## 地方資料
布蘭查德的面積為116.50平方千米，當中陸地面積為114.80平方千米，而水域面積為1.70平方千米。根據2020年美國人口普查的數據，當地共有人口91人，而人口密度為每平方千米0.78人。